# Calospilota guineensis
Calospilota guineensis es una especie de mantis de la familia Mantidae.

## Distribución geográfica
Se encuentra en Guinea.